# Polsat News 2
Polsat News 2 (anciennement Polsat News+) est une chaîne d'information en continu polonaise. Elle est notamment disponible dans le bouquet numérique de télédiffusion Polsat Cyfrowy et sur le câble (UPC).

## Histoire
Polsat News 2 a été lancée le 9 juin 2014 à 10 heures, remplaçant Polsat Biznes. Elle complétait la chaîne principale Polsat News par des commentaires approfondis. Elle diffuse des programmes sur l'actualité nationale et internationale, la politique, l'économie et la culture. En juin 2018, elle a cessé de produire et de diffuser ses propres programmes. À partir du 16 avril 2024, la chaîne est disponible en qualité HD.

## Nom
Pendant les préparatifs du lancement et les deux premiers mois de diffusion, la chaîne s'est appelée Polsat News+. Le signe plus a été écrit de la même manière que dans le logo du réseau mobile Plus (marka) (pl), qui a le même propriétaire.
Le 31 juillet 2014, le nom a été changé en Polsat News 2 en raison d'un différend juridique entre Polsat et Canal+, le propriétaire de la plateforme nc+.
Comme ITI Neovision marque toutes ses chaînes diffusées indépendamment avec le signe plus (repris de son actionnaire principal, Canal+), le tribunal de district a décidé de protéger la demande pour la durée du procès en cours, en ordonnant à Polsat de changer le nom de la chaîne.
Toutefois, en novembre, la Cour d'appel a examiné l'appel de Polsat et a annulé la décision précédente, permettant à la chaîne de retrouver son ancien nom. Polsat n'a pas encore pris de décision quant au changement de nom de la chaîne. En décembre, le tribunal régional de Varsovie a rendu un jugement rejetant intégralement la plainte de nc+, mais le verdict n'est pas définitif.
Cependant, à la suite d'un appel de la plateforme nc+, Telewizja Polsat a perdu le procès contre la plateforme et ne peut plus utiliser le symbole plus dans le nom de la chaîne Polsat News+ et du programme "+ Culture". En plus de l'interdiction, le tribunal a ordonné à la télévision d'afficher un avis indiquant qu'elle ne pouvait pas utiliser le signe + dans le nom de ses chaînes.

## Logo

### Polsat News+

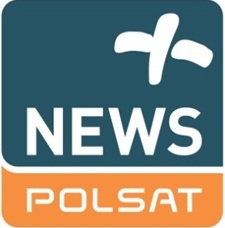
Logo de Polsat News+ utilisé du 9 juin 2014 au 31 juillet 2014

### Polsat News 2

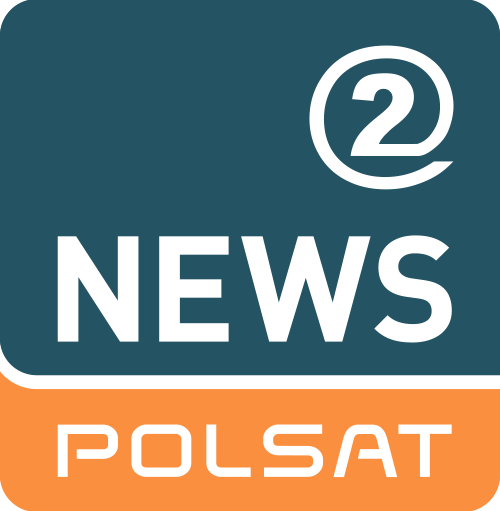
Logo de Polsat News 2 utilisé du 31 juillet 2014 au 30 août 2021
Logo de Polsat News 2 utilisé depuis le 30 août 2021[8],[9]